# 山脇秀樹
山脇秀樹（Hideki Yamawaki）は、アメリカ合衆国の経済学・経営学者。学位は経済学博士（ハーバード大学・1982年）。クレアモント大学群ピーター・ドラッカー経営大学院教授・伊藤チェアー基金教授。

## 来歴
慶應義塾大学経済学部卒, 同大学経済学修士課程修了。1982年にハーバード大学経済学博士号取得 (PhD）。ハーバード在籍時の指導教員は、マイケル・ポーターの指導教員と同じリチャード・ケイブス。
1982年より旧西独国立ベルリン社会科学研究所上級研究員, 1990年よりベルギー、ルヴァーン大学経済学部教授。その後1995年よりカリフォルニア大学ロサンジェルス校（UCLA）アンダーソン経営大学院客員教授を併任し、2000年よりカリフォルニア州クレアモントにあるクレアモント大学群のピーター・ドラッカー経営大学院教授・伊藤チェアー基金教授。2006年度より同校副学長、2009-12年度に学長を務める。欧米のビジネススクールにおける初の日本人学長。
慶應義塾大学特別招聘教授 (経済学部1997-98年;　SFC 2016-19年）。2009年にアート・センター・カレッジ・オブ・デザイン（パサディナ）と共同でデザイン思考を競争戦略に取り入れるプログラムを創設し、現在は共同学位プログラム（イノベーション・システム・デザイン）のエクゼキュティブ・ディレクターを努める。
ドラッカースクールではMBA・エクゼキュティブ向けの競争戦略論を教え、精緻な分析に基づく従来の戦略論に直感的な創造力の観点を取り入れたプログラムの開発に力を注ぐ。自動車・工業デザインの分野で著名なパサディナ市にあるアートセンターカレッジオブデザインと2003年より関係を築き、2009年に同校工業デザイン大学院とドラッカースクールのコラボレーションによるデザイン思考にもとづく企業戦略のプログラムを開発、2010年よりMBAのカリキュラムに導入した。本プログラムのコースプロジェクトが、北米のデザイン賞であるIDEA2012にて銅賞を受賞。
過去にベルギー・オランダ政府、OECD,　世界銀行、欧州共同体本部の顧問を務め、1995年には欧州共同体本部第二部のエコノミックアドバイザーに任命された。光産業創成大学院大学では客員教授を兼任していた。

## 著書
- “In Search of New Competitive Advantage: Japan’s Local Firms in Sustainable Business,” (with H. Motoki and K. Hirai), in David Audretsch, Albert Link, and Mary Walshok (eds.), The Oxford Handbook of Local Competitiveness, Oxford University Press, 2015.
- “Economic Environment, Innovation, and Industry Dynamics,” in Craig Pearce, Joseph Maciariello, and Hideki Yamawaki (eds.), The Drucker Difference, New York: McGraw Hill, 2009.
- “What Determines the Profitability of Foreign Direct Investment? Subsidiary-Level Analysis of Japanese Multinationals,” (with M. Sakakibara). Managerial and Decision Economics, 2008.
- Japanese Exports and Foreign Direct Investment: Imperfect Competition in International Markets. Cambridge University Press, 2007.
- “The Location Decision of American and Japanese Firms in Europe,” International Economics and Economic Policy, 2006.